# Mogens Pedersøn
Mogens Pedersøn (født ca. 1585, død ca. 1623) var en dansk musiker, vicekapelmester og den mest talentfulde danske komponist på Christian IVs tid. Han studerede hos Giovanni Gabrieli, der var en af tidens førende komponister af madrigaler, og opholdt sig senere i England, hvor madrigaler ligeledes var højeste mode. Han blev ansat ved det kongelige kapel, hvor han endte som vicekapelmester. Desuden blev han lærer for den udvalgte prins Christian, som senere fik overtalt en af tidens førende komponister og kapelmestre Heinrich Schütz til ophold i Danmark.
Mogens Pedersøn skrev en række madrigaler samt et par pavaner, hvoraf dog ikke alle har overlevet til nutiden. Han døde formentlig i januar 1623.

## Liv og karriere
Pedersøn kan første gang dokumenteres i 1599, da han var kordreng ved kongehoffets kantori og gik i lære som instrumentalmusiker hos Melchior Borchgrevinck. Efter at have opbygget sit kapel med importerede musikere var Christian IV begyndt at ansætte talentfulde unge danskere, og foruden Mogens Pedersøn optræder 8 sangerdrenge, der foruden tjeneste som diskantister også blev undervist i musikale discipliner af kapelmesteren. Foruden sangerdrenge blev ansat instrumentalistlærlinge samt lærlinge hos trompeterne.
Det stod imidlertid klart, at det musikalske niveau i Danmark endnu lå under niveauet i sydligere lande, og de mest begavede elever blev derfor sendt til videre uddannelse i Italien hos en af tidens bedste musikmestre. I årene 1599–1600 var Mogens Pedersøn i Venedig sammen med tre andre danske musiktalenter, Hans Nielsen, Arnoldus de Fine og Hans Brock, under ledelse af Borchgrevinck for at studere hos Giovanni Gabrieli. Opholdet varede kun omkring et år, og fra 1603 blev han instrumentalist i Christian IVs hofkapel. I forlængelse af deres uddannelse fik de unge medlemmer af kapellet en klækkelig lønforhøjelse.
To år senere rejste han igen til Venedig og blev her i 4½ år (1605—09) hos den store maestro Giovanni Gabrieli. Opholdet blev også denne gang bekostet af hoffet i form af en fast løn, mens han ellers skulle klare sig "paa egen Bekostning".
Karrieren som instrumentalist fortsatte frem til Kalmarkrigens udbrud i 1611, da han sammen med kollegerne Jacob Ørn og Hans Brachrogge blev sendt til et studieophold hos madrigalens komponister ved Jakob I af Englands hof i London i tre år (Christian IV.s søster var dronning Anne, gift med Jacob I). I 1614 besøgte Christian IV hoffet i England, og da han vendte hjem, fulgte de udsendte medlemmer af kapellet med tilbage, bortset fra Mogens Pedersøn, der først forlod landet nogle måneder senere.
I årene efter opholdet i England blev kapellet udvidet med nye læredrenge til instrumentistkorpset, mens sangerkorpset for en tid stod i stampe. Men udviklingen fortsatte: i 1615-18 voksede instrumentistkorpset til til sidst at omfatte 30 mand, hvoraf tre læredrenge.
Mogens Pedersøns karriere kulminerede i 1618, da han i forbindelse med en nyordning af kapellet, hvorved Borchgrevinck blev udnævnt til øverste kapelmester, som den første danske musiker fik det nyoprettede embede som vicekapelmester, en stilling han beholdt til sin død. Ved siden af sin lærer Borchgrevinck var han det betydeligste medlem af Christian IV’s store kapel. I 1621 blev han forlenet med et vikarieembede i Roskilde.

## Virke
Mogens Pedersøn var en alsidig komponist, som skrev for de fleste musikgenrer, som var almindelige ved hoffet på hans tid. Han fik udgivet to samlinger femstemmige madrigaler, i 1608 ("Madrigali a 5 voci, libro I") og 1611 og nogen trestemmige madrigaler i 1619 ("Madrigaletti a 3 voci"). Hans betydeligste værk og et hovedværk i datidens danske kirkemusik er "Pratum spirituale, det er Messer, Psalmer, Motetter, som brugelig ere udi Danmarck og Norge, Kiøbenhaffn 1620" ("Pratum spirituale" betyder oversat "den åndelige eng"). Dette værk viser ham som et afgjort talent, der sad inde med en for sin tid ikke ringe teknik, der dog endnu ikke var fuldt udviklet. Det afspejler både hans kunstneriske personlighed og for det kunstprægede danske musikmiljø, i hvilket han færdedes. Denne samling af kirkemusikalske stykker indeholder en femstemmig dansk messe, mange koralbearbejdelser med dansk tekst, latinske og danske responsorier og tre latinske motetter. Værket er dedikeret til Den udvalgte prins, Christian IVs søn Christian, som var elev af Pedersøn.
Desuden skrev Pedersøn instrumentalmusik, eksempelvis to ikke fuldførte pavaner for consort.

### I stillingen som vicekapelmester
Mogens Pedersøns udnævnelse til vicekapelmester faldt på et tidspunkt, hvor det kongelige kapel blomstrede. I de foregående år var dets besætning udvidet fra 9 til 20 mand, og man var fra 1616 atter begyndt at antage læredrenge, hvoraf en hos Mogens Pedersøn. I 1618 fulgte udnævnelsen til vicekapelmester, og i 1618 udstedtes befalinger til blandt andre biskoppen i Aarhus og Domkapitlet i Trondhjem (Norge var en del af riget) om an udtage og sende musikere til vicekapelmesteren i København ligesom der ansattes 10 nye sangere. Dermed voksede kantoriet til 31 sangere, trompeterkorpset til 16 mand og 30 instrumentister, det vil sige i alt 77 mand (eller 61 mand, hvis trompetisterne udelades). Dette kongelige musikvæsen blev udnyttet ved flere repræsentative lejligheder, fx ved modtagelse af en brandenburgsk gesandt på Kronborg i 1617 og ved mødet mellem Christian IV og den svenske konge Gustav Adolf i Halmstad et par år senere.
Imidlertid ramtes landet - og musikkorpset - af en "pest" (formentlig tyfus) i 1619, og 5 af de 13 trompetister døde, men døden ramte også instrumentarister og kapeldrenge under Mogens Pedersøn, men disse tab søges imidlertid omgående modvirket af nye rekrutteringer. Ikke desto mindre var det netop under disse alvorlige forhold, at der udkom et større salmeværk, "Madrigaletti a III voci, Libro primo. Nouamente composti et dati in luce in Copenhagen. Apresso Henrico Waldkirch M.DC.XIX" bestående af 21 madrigaler for 3 stemmer, hvoraf de 2 var komponerede af Mogens Pedersøn. Disse to kompositioner lå i kvalitet langt over samlingens øvrige værker. I 1620 udgav Mogens Pedersøn så sin egen samling, "Pratum spirituale", for fem stemmer og bestående af 28 salmemelodier, 3 "kyrier" til afsyngning henholdsvis ved jul, påske og pinse, brudstykke af en latinsk messe samt 3 motetter med latinske tekster.
Trods disse præstationer i den hårde tid kom 1618 til at repræsentere det kongelige kapels foreløbige kulmination. I de kommende år skete der en umærkelig indskrænkning af kapellet, omend kongen fortsat ansatte nye folk, og sangerpersonalet blev holdt konstant. I 1623 døde Mogens Pedersøn og blev efterfulgt af Hans Nielsen som vicekapelmester. I måneden efter hans død udbetales kostpenge for ham selv og de diskantister, han åbenbart havde boende hos sig, til hans enke, indtil hans efterfølger var blevet udnævnt.

## Musikalsk stil
Mogens Pedersøns første kompositioner udkom under hans andet ophold i Italien under titlen Madrigali a cinque voci, Libro I i 1608. Der var tale om madrigaler, som på den ene side var en genre med en allerede lang tradition bag sig og på den anden var en musikart, der egnede sig til at vis komponistens evner til at skabe sammenhæng mellem musik og tekst og vise forskellige kompositionsteknikker, stilarter og udtryksmåde. Udgivelsen må ses som en slags musikalsk eksamen, hvor komponisten skulle vise det, han havde lært hos sin læremester. I det såkaldte Tregian Manuscript, der formodentlig er redigeret i årene 1609-1619, findes ti madrigaler, som af kopisten tilskrives Mogens Pedersøn, og som kan være behjælpelige til at belyse grundlaget for hans tidligste kompositioner.
En sammenligning mellem teksten i Mogens Pedersøns madrigaler og den verdslige vokalmusik fra samtiden har vist, at han øjensynligt har "lånt" teksten fra fem digte af Giovanni Battista Guarini samt Ercole Cavaletto og Angelo Grillo (for sidstnævntes vedkommende er der øjensynlig tale om, at teksten er blevet delt mellem to madrigaler) samt komponisten Amante Franzoni. Mogens Pedersen har imidlertid ikke brugt de samlede tekster men kun mindre brudstykker deraf, som tilmed stykkes sammen på en ny måde, der ikke ganske svarer til originalerne. For Franzonis vedkommende er der ikke kun visse overensstemmelse mellem tekststykkerne men tillige mellem motiver i melodigangen, typisk i indledningen, hvorefter han går over til en bearbejdelse af forbilledets melodiske og rytmiske figurer. Det er imidlertid påfaldende, at Mogens Pedersøn til sine kompositioner valgte forbilleder, der lå meget langt fra de traditionelle femstemmige madrigaler, som han havde studeret hos Giovanni Gabrieli.
Mogens Pedersøns sene værk, "Pratum spirituale", repræsenterer den modne komponist. Den harmoniske behandling retter sig efter de enkelte kompositioners natur afhængig af, om det er salmer beregnede for afsyngning i kirken eller friere kompositioner. Salmerne er satte i simpel kontrapunkt, node for node, og melodien lå så godt som altid i diskant af hensyn til menigheden. Et par af melodierne anvender en friere harmonisk form med figurer og imitationer i ledsagende stemmer efter forbillede fra den tyske komponist Johannes Eccard. Helt egne former har motetterne og brudstykket af den latinske messe. Værket bærer præg af at være blevet til i en overgangsperiode, hvor de gamle kirketonarter endnu ikke er opgivne men hvor der tillige er en tendens imod en senere, mere moderne stil bort fra det strenge diatoniske system.

## Betydning
Mogens Pedersøns betydning er svær at vurdere. Man kan se ham som et led i opbygningen af en dansk musik: i Christian IVs tidligste år havde han fortrinsvis ansat udenlandske musikere, men Mogens Pedersøn og andre samtidige repræsenterer en udvikling imod at rekruttere danskere til både musik og sang, og han tilhører den første generation af danske komponister. Tiden var dog fortsat international, og dette første forsøg på at opbygge dansk musik kan forekomme noget isoleret.
Af betydning var det, at Mogens Pedersøn var lærer for den udvalgte prins Christian. Der er ingen tvivl om, at prinsen udviklede en interesse for musik, og det var ham, der senere tog initiativ til at få tidens største komponist og kapelmester Heinrich Schütz til Danmark, ligesom han ved siden af kongen synes at have opbygget et mindre hof, der også omfattede musikere.
For eftertiden er Mogens Pedersøns kompositioner utvivlsomt af interesse. De er i nyere tid blevet genopført og er dermed blevet gjort tilgængelige for et moderne publikum. De afspejler deres samtid og den musikalske udvikling, som netop da fandt sted, og som Mogens Pedersøn var en del af.

## Værkliste
- Madrigali a 5 voci, libro I (1608 i Venezia), tilegnet kongen.
- 2 madrigaletti i Hans Brachrogges Madrigaletti a 3 voci (1619). Komplet faksimile hos Det kongelige Bibliotek
- Pratum spirituale, d. e. Messer, Salmer, Motteter, som brugelig ere udi Danmarck og Norge, komponerede med 5 Stemmer; Kiøbenhaffn 1620, tilegnet prins Christian. Komplet faksimile hos Det kongelige Bibliotek

En komplet liste findes på Værker af Mogens Pedersøn.